# Ókori görög törzsek listája
Görög népcsoportok:
- Abantészek
- Aenianészek
- Akhájok
- Boiótok
- Dolopszok
- Dórok
- Epeioszok
- Hektenészek
- Helóták
- Iónok
- Koitok
- Magnészok
- Malisziak
- Mürmidónok
- Oreszták
- Paróreatoszok
- Phaszianoszok
- Potamoszok
- Szamarancok
- Thesszaloszok